# Ursus arctos pruinosus
El oso tibetano u oso azul tibetano  (Ursus arctos pruinosus) es una subespecie del oso pardo, mamífero carnívoro de la familia Ursidae. Al ser una de las subespecies de oso más raras del mundo, los avistamientos en la naturaleza son poco comunes. Fue descrito en 1854.

## Distribución geográfica
Se encuentra en el Tíbet y en Nepal.